# ألفرد بلوم (كاتب)
ألفرد بلوم (بالإنجليزية: Alfred Bloom) هو كاتب أمريكي، ولد في 1926 في فيلادلفيا في الولايات المتحدة، وتوفي في 25 أغسطس 2017 في هونولولو في الولايات المتحدة.